# アルカディア号
アルカディア号（Arcadia）は、松本零士の漫画・アニメ作品『宇宙海賊キャプテンハーロック』などに登場する架空の宇宙戦艦。また、ハーロックの遠い先祖ファントム・F・ハーロックが操る複葉機および、その息子であるドイツ空軍操縦士ファントム・F・ハーロックII世大尉の乗るメッサーシュミットBf109の名称。本項では主に宇宙戦艦について記載。

## 概要
宇宙海賊として恐れられるキャプテン・ハーロックの乗艦。理想郷アルカディアの名を冠しているように、地球を含めあらゆる束縛に反旗を翻し、自由を求めて大宇宙に己の旗を掲げる無法者ハーロックを象徴する艦である。
設計者はハーロックの生涯唯一無二の親友、トチロー。彼は『キャプテンハーロック』の物語が始まる前に死去しているが、中枢大コンピューターにその魂を宿している。つまりトチローの記憶と意識を保つ“ 生きている艦 ”で、一種のサイボーグ戦闘艦であるともいえるがこの事実は艦長ハーロックと乗員の一人・ミーメしか知らない。ハーロック以外に同志40人の海賊と1羽のトリと1匹の猫が同乗している。
各種ビームおよびミサイル攻撃に耐えうる堅固な重装甲と強力な火力を持ち、強大な大艦隊に単艦で挑んでも引けを取らない戦闘力を持つ。
なお『ニーベルングの指環』第三部「ジークフリート」のなかで、「7号艦まで造るつもり」と少年トチローの決意が語られ、同第一部「ラインの黄金」のなかでは歳を重ねたトチローが、アルカディア号は9号艦まであると明かしている。

## スタイリングなど
多メディア展開や他系列作品への登場などのために再デザインされたなどで複数バージョンあり、印象等もそれぞれで違いが多少ある。全長約400メートルとされており、既存の水上船舶等と比較すれば大きいが、数千メートル級もザラというSF設定としては巨大といったほどでもない。基本的なモティーフは海賊の乗艦らしく「海賊船」であるが、艦橋部や3連砲塔は宇宙戦艦ヤマトなどと共通した第二次世界大戦までの戦艦を意識したデザインである。その他の艦体各部は古今の兵器や機械類を随所にモチーフとしており、大気中で使用する大きな主翼も備える。艫にはとりわけ華美な船尾楼（スターンキャッスル）を有しており、独特の様式美を見せている。近年の作品においてはトチロー自身または「我が友」の指示により随時改造や改良がクルーによって行われており、宇宙中でも常に最高峰の戦闘力・防御力を保持している。
海賊旗を掲揚するための装備があり、『ハーロック』では重力風によってなびくと説明されていたが、『ニーベルングの指環』での3号艦はトチローの弁によれば、真空中でもはためくようにマストに細工を施しているとのこと。
なお、原作漫画中では数話を除いて主に艦尾の船尾楼上の掲揚柱に掲揚されることが多く「大気圏航行の間は…」の漫画中のセリフ（原作第6話）のとおり大気圏内のみで掲揚することがほとんどで大気圏内外問わず旗を全く掲げていないことも多い。その場合は掲揚柱の代わりにランタンが同位置に出現する。アニメ『ハーロック』では艦中央にそびえるメインマストと船尾楼上の掲揚柱の2箇所に常に掲げられている。髑髏艦首版では登場するアニメ作品中の物は船尾楼の1旗のみ常時掲げられているが『ニーベルングの指環』にてはほとんどの場面で旗の掲揚はなく2 - 3シーンだけメインマストに高々と掲揚し船尾楼上の掲揚は一切見られず、掲揚柱自体も存在しない。
船体側面にある髑髏の目の部分から艦外に出ることも可能なほか、この髑髏の部分が左右に開くことで宇宙艇の収納も可能にしている（『ハーロック』アニメ版40話）。艦底側にエアロックがあり、着地時の乗員の乗降および、スペースウルフなどの艦載機はここから発進する。
なお、艦首部分については最も大きな異同がある。『ハーロック』では先端が鋭角になったサメの鼻面のような艦首を持つタイプが登場するが、のちに映画版『銀河鉄道999』でマッコウクジラの頭部のような形態に巨大な髑髏の紋章のレリーフを真正面にすえた新たなアルカディア号が登場し、以後の作品ではこちらのデザインが主流となる。『ニーベルングの指環』や『コスモウォーリアー零』など、1990年代以降の作品では以前と設定が変更され、鋭角艦首型は「デスシャドウ号」、「同 2号艦」などと呼ばれている（映画版『999』および『ハーロック』原作に登場したデスシャドウ号は、若き日のトチローがハーロックと共に建造し共に旅した戦艦であり、形は鋭角艦首型アルカディア号とは全く別で、経緯は作品によって異なるものの惑星ヘビーメルダーの砂漠上に艦首を埋没させたまま朽ち果てている）。なお、艦体色は鋭角艦首型が青主体、髑髏艦首型が緑主体であり、国内ファンの間ではそのスタイルから前者を「烏賊」、後者を「鯨」、また海外ファンの間では艦体色からそれぞれを「BLUE　ARCADIA」「GREEN　ARCADIA」と呼称されている。
対ショックバランサーにより惑星への大気圏突入からそのまま一気に海中への突入という、普通の船であればバラバラになってしまうような荒業を可能としている。TVアニメ『わが青春のアルカディア 無限軌道SSX』では、ワープを使用している。
後年の『ニーベルングの指環』によれば、「宇宙最強の剣」にして同程度の性能を持つのは宇宙戦艦ヤマト、ヤマトの姉妹艦で、原型はヤマトと同じ大和型戦艦の末妹の第4番艦（史実の111号艦に当たる）の「超時空戦艦まほろば」、そして「クイーン・エメラルダス号」しかないという。

## 武装
ハーロック曰く「戦闘海賊船」というだけあり、さまざまな武装がなされている。

### 劇中で使用したもの
三連装パルサーカノン（次元振動流体砲塔）
アルカディア号の主砲。鋭角艦首型は艦橋前方の上部甲板に2基、髑髏艦首型は艦底に1基追加で3基となっている。「キャプテンハーロック～次元航海～」に登場する髑髏艦首型の強攻型では、上甲板にさらに1基追加され4基12門となっている。
『ハーロック』原作では専らこの武器と衝角を使用しており、スペースバスターなどは使用されていない。『999』エターナル編では名称がショックカノン（衝撃砲）になっている。なお、艦体構造上艦尾方向には砲を指向できないが、劇中で問題になったことはない。しかし、『ハーロック』アニメ版ではこの死角を突いて、マゾーンの古代戦艦ピラミッダが猛攻をかけたことがあった（第12話）。
アニメ版では、発射されるビームの色は赤となっている。　
パルサーカノンという兵器自体は『ハーロック』よりも先に、松本が関わったロボットアニメ『惑星ロボ ダンガードA』の主役メカ・ダンガードAの武装として登場している。
速射砲
主に対空砲として小型飛行物体の迎撃に使われる、砲身のない箱形のランチャー。その主力は艦橋真下に装備された速射砲スペースバスターで、「宇宙モリ」ハープーンの発射も可能。これは敵艦内部に打ち込み、冷凍ガスを放出して艦内の乗組員を一時的に凍結させるというものである。
これ以外にも艦橋中央部左右に1基ずつ、船体の左右側面に1基ずつでスペースバスターと合せ、計5基が配置されている。『ハーロック』アニメ版17話におけるブレーブス号との戦いでは、艦橋中央部に配置されている速射砲だけで同艦を戦闘不能にしている。
衝角
鋭角艦首型の艦首に内蔵された決戦兵器。戦闘時には下部からジャックナイフのように回転しながらせり出して、海賊式体当たり戦法を行うことができる。
髑髏艦首型が登場する『SSX』本編や予告パイロットフィルムでも、同様に体当たり戦法を行っているが衝角は使用していない。2003年の『SPACE PIRATE CAPTAIN HERLOCK』では髑髏艦首型も衝角を内蔵している。
ミサイル発射装置
鋭角艦首型では船体の両側面（スペースバスター付近）にミサイル発射装置が配置されている。
髑髏艦首型では艦首に装備。左右に発射口が3つあり、使用時にはハッチが発射口内部にスライドする。これらのミサイルは水中でも使用可能（『ハーロック』アニメ版28話、『無限軌道SSX』15話）。
移乗白兵戦用アンカーチューブ
初代デスラー艦の移乗戦用チューブミサイル同様、敵艦に撃ち込んでアルカディア号の乗組員を内部に突入させ白兵戦を挑むことが出来る。打ち込んだチューブの先端が開閉式になっているため、艦橋にも直接乗り込むことができる。チューブ先端がドリルになっているものもあり、アニメ版23話で使用した際には中からボレット3号や4号が登場している。敵艦に乗り込んでの白兵戦は、ハーロック曰く「海賊の伝統」。
『わが青春のアルカティア』終盤では、これを用いてイルミダス艦隊旗艦のブリッジ内にハーロック自ら直接乗り込み、艦隊司令の男を重力サーベルで射殺している。
艦底部ビーム砲塔
艦底部に多数搭載されている対空小型砲塔。『ハーロック』アニメ版39話で使用された。
対艦爆雷
原作版の2巻と、アニメ版初期で使用された宇宙爆雷。敵を引きつけてから後部艦底部より散布するが、使用法は爆雷よりも機雷に近い。また、原作には一号重爆雷なる物も存在し、こちらは使用法が本来の爆雷でヤッタランが海底のピラミッドにあった海域へ向けて投下している。
スポット降雪器
原作版2巻と、アニメ版9話で使用された小型の人工降雪器。ヤッタランの操作により、人工雪を降らせ、マゾーンが植物であり、寒さで活動が鈍る事で使われ、アマゾンの密林で、樹木に擬態していたマゾーンの集団に襲われたハーロックと台羽を救出する為に使われた。度々故障する旧式で、雪が雨に変わってしまった事でとうとう爆破処分され、お気に入りの機械だったヤッタランを悲しませた。

### 使用されなかった兵器
劇中での言及はあるものの、使用されなかった武装などには以下のものがある。
アレ
原作第3巻で「アレ」としか言及されなかったが、撃滅戦に使われる主砲以上（宇宙戦艦ヤマトで例えるなら波動砲クラス）の大威力火器であるらしい。しかし、未使用のため詳細は不明である。
普段は戦闘に見向きもしないヤッタランが、撃滅戦宣言と同時に艦橋へ駆け付けて「アレを使うなら、ワイがゼヒやりたいねん」と発言するほど凄い兵器である。ハーロックは「台羽がここにいる時に使おう」と却下し（真の理由は粒子ダクト破損の為だったが言わなかった）、使わないと分かった途端、ヤッタランは「アレを使わんのやったら、ワイは寝るねん」とむくれて自室へ戻ってしまった。
球形ビーム
原作第3巻で言及されている。ジョジベルの高速艇迎撃であまりの速さから対空砲が追随出来ず、「球形ビームならやれるだろう」と言わしめた兵器だが、「それを使うほどのことでもない」と判断されて未使用に終わっている。
重力波ミサイル
アニメ19話でハーロックが使おうとした未使用武器。アキアスに仕掛けられた磁場嵐を回避した後、背後から迫る彗星に対して回り込んで撃とうとしたが、新惑星群が発する強重力に引き寄せられて艦のコントロールが効かなくなり、その難局を乗り切る為にデスシャドウ島を呼び寄せたため、結局使われなかった。

## 運用
普通の船では交代勤務制だが、本艦においてはミーメ以外は全員一斉に寝ている。これはコンピューターが自動で航路を判断し、航行できるためである。そのため、40人という少ない人数でも運用が可能となっている。なお、『ハーロック』ではスペースウルフやボレットなどの艦載機で戦いに出る者も多いため、実質的にはさらに少ない人数でも運用可能。緊急の場合、中枢大コンピューターによる無人稼働も可能である。
操舵手は特に決まっていないが、場合に応じてヤッタランや台羽正などが舵輪を握っている。『ハーロック』原作では、ハーロック自身は艦長席に腰を下ろして乗組員に指示を出していることがほとんどだが、アニメ版や後述する各アニメ作品では、ハーロック自ら蛇輪を握ることも多い。
舵輪は艦橋内に配置されているほか、髑髏艦首型では船尾楼の一番後側にも配置されている。『999』映画1作目や『無限軌道SSX』最終回では、ハーロック自ら甲板に出てこの船尾楼の上に配置されている舵輪を握り、舵取りを行っている。艦外に出るため爆風に煽られやすくなるなど危険性は増す（『999』では、飛んで来たガニメデの破片が頬に当たり流血している）。艦外へ出て操舵する際の生命維持装置などに関する設定は特にない。
副長のヤッタランを始め乗組員達は普段は規律も何もない怠惰な生活をしており、『ニーベルングの指環』では食堂が何年も掃除されていないなど、居住スペースの乱雑ぶりが露呈している。しかし、いざ戦闘となると一変して各自の役割を一糸乱れぬ統率でこなしている。これはハーロックの「本船は我々の家でもあり、家の中でまで畏まっていては何もできない。いざという時にやるべきことさえやればそれでいい」という考えによる。台羽も、普段のありさまを見て“ぐうたらぶりに絶望しかけたが、戦闘配備で一転した様子を見て感動した”と述べた。

## メカデザインについて
アルカディア号全体のデザイン案（ラフ）と船尾楼部分の発案は松本零士である。また、この船尾楼部分のみの決定稿デザインも松本だが、全体のデザインの決定稿は松本のデザイン案（ラフ）とイメージをスタジオぬえに伝え、それをもとに同社の宮武一貴がデザイン作業を行い松本がそれを了承するという形で完成された。ただし広大な面積の主翼を付けることに関しては原案の時点から宮武の発案である。特に艦尾部分からのデザインは当時の宮武のデザインセンスから来る問題からか「角度によっては悪魔が笑っている顔　に見えてしまう」とも。
後にリデザインされた髑髏艦首型は、映画版『999』にハーロックがゲスト登場する企画が持ち上がった際、同号が「（惑星メーテルの）都市を頭で押しつぶしてけちらして行く」というシノプシスがシナリオやコンテ中に盛りこんであったことにより「頭に重量感を持たせて」という松本の意見と併せ、宮武いわく旧デザインがアニメ『ハーロック』中で「こちらとアニメーターの感性の違いからか、予想通りに描かれたことが少なく、映画版ではよりアニメ向きにとリメイクを敢行」「艦首を巨大に、しゃれたドクロマークを艦首に移して迫力中心にと、随分ゴツく」「これなら星のひとつやふたつは潰せそう」。という理由で宮武が新たに描き提示した新デザイン案（ラフ）を元に松本がそれに対するいくつかの要望点と修正点を指示しそれらをもとに宮武によって最終デザインがまとめられて現在のスタイルに改変された。ただし後に、宮武自身は「デザインとしては最初の鋭角型のほうがまとまりが良かった」とも述べている。

## その他のアルカディア号
わが青春のアルカディア号（複葉機）
戦場まんがシリーズの一編『スタンレーの魔女』に登場。オーエンスタンレー山脈に挑む、ファントム・Ｆ・ハーロックI世の愛機。架空の単発複葉機である。 劇場版『わが青春のアルカディア』の冒頭にも登場している。
スタンレー山に挑むが機体性能が足りずに高度を稼げず、やむなく引き返す時、ハーロックI世は山に宿る魔女が自分をあざ笑っているとの感想を手記に遺している。
わが青春のアルカディア号（メッサーシュミットBf109）
戦場まんがシリーズの一編『わが青春のアルカディア』に登場するドイツ空軍機。ファントム・Ｆ・ハーロックII世の愛機で、劇場版『わが青春のアルカディア』の中盤にも登場している。ハーロックII世は「わが青春のアルカディア号」と名付けた愛機を何度も乗り換えているが、少なくとも作中に登場する2機はメッサーシュミットBf109のG6型である。20mmモーターカノンと13mm機銃×2の基本武装のみで、ゴンドラ式20mm機関砲ポッドは装備していない。
何度も愛機を代えつつも、照準器「Revi/C12D」だけは同じ物を使用し続けており、これは数千年後、劇場版『わが青春のアルカディア』の終盤、スターザット号の攻撃で破壊された照準装置の代わりに髑髏艦首型アルカディア号の艦橋に備えられ、その代役を果たしている。

## 補足
- この宇宙戦艦にちなんで、東亜国内航空（後の日本エアシステム）では、キャンペーンとしてDC-9型機に「アルカディア号」と塗装し、「当日にならなければ行き先がわからない。行き先不明の旅。」というミステリーフライトのキャンペーンを展開していた。
- 髑髏艦首型の艦はバンダイによって模型化されたが、初期の商品名「アルカディア号」から、のちに「キャプテンハーロック号」と変更がなされた。
- アニメ『ハーロック』においては唯一の死角がある。ハーロックの弁によれば船尾左右8度5分。また、艦橋と船尾楼の間にドームがあり、ここが中枢大コンピューター室と思われているがこれはハーロック曰く偽装（いずれもアニメ版『ハーロック』第12話での発言）。実際はこのさらに下にあり、船体内部にある。ただし、この設定はアニメ『ハーロック』中のみのもので原作漫画中およびスタジオぬえによる公式内部図解にはこのような設定はない。
- 諸元に関しては変更がなされることもあり、小泉和明画集「超機械絵図」の中では全長499メートル、重量215,000トンと紹介されている。『ニーベルングの指環』以降はこちらの設定を使用しているようである。ただし、『ニーベルングの指環』の第1部でトチローが髑髏艦首型を9号艦まで建造し、番号が後になるほど大型化していると語っている。
- CGアニメ映画『キャプテンハーロック -SPACE PIRATE CAPTAIN HARLOCK-』での仕様・設定は、該当記事の主な登場メカを参照のこと。
- ウォー・シミュレーションゲームであるバンダイifシリーズの『宇宙戦艦ヤマト』に登場するユニットで、版権問題から「アルカディア号」との名ではないが、本艦に相当する「ブラックシップII」という鋭角艦首型をモデルとしている艦船ユニットが登場する。航空戦艦として艦載機3ユニット（12機）を搭載可能である。ただし、主人公艦の「ヤマト」や「ブラックシップI」とされる「デスシャドウ号」よりも額面上は高性能であるが、上級ルールになると砲塔数が劣るので、実は性能的に甲乙が付けがたく、また背面に回られると死角となって砲撃が出来ない。士気は高く設定されている。
- TRPG＋ウォ－シミュレーションゲームのバンダイifシリーズ『わが青春のアルカディア』にも、艦首髑髏型アルカディア号が登場する。こちらのシミュレーション部分は純粋な対艦戦ゲームで艦載機の存在はオミットされている。主敵となる敵旗艦スタ－ザット号は三胴船だけあって強敵であるが、船体毎の耐久性はアルカディア号より劣るので、三胴分のトータル耐久性はアルカディア号より多めではあるが、圧倒的な不利とまでは行かないのが救い。なお、こちらも先述の『宇宙戦艦ヤマト』同様、後方射界が死角だが、イルミダス艦のラインレーザー砲はそれ以上に射界が狭い（前後が死角）ので、全体的にはアルカディア号有利と言える。